# Pterognathia portobello
Pterognathia portobello är en djurart som tillhör fylumet käkmaskar, och som beskrevs av Wolfgang Sterrer 2006. Pterognathia portobello ingår i släktet Pterognathia och familjen Pterognathiidae. Inga underarter finns listade i Catalogue of Life.